# Hajime Syacho
 (juillet 2023).
Hajime Syacho (はじめしゃちょー, Hajime Shachō), surnommé Hajimen (はじめん) et Moyashi (もやし),, né le 14 février 1993, est un YouTubeur japonais. En mars 2019, il devient le youtubeur avec le plus d'abonnés au Japon. Il fait partie de l'agence UUUM.

## Biographie

### Enfance et études
Syacho naît le 14 février 1993 à Tonami dans la préfecture de Toyama. Il a été nommé Hajime (元) car ses parents voulaient qu'il soit « énergique et en bonne santé (元気) ».
Lorsqu'il est au collège et au lycée, il devient vice-président du conseil étudiant de son école. Il a déclaré qu'à l'école, il était « le type qui était toujours à l'écart du groupe,. »
Il aime faire des vidéos depuis le lycée, lorsqu'il a enregistré des vidéos avec des amis pour s'amuser, comme « enlever des sous-vêtements tout en portant un pantalon », etc.
Parce qu'il a consacré la plupart de son temps à l'équipe de basket-ball, les notes de Syacho au lycée ne sont pas bonnes. Mais sa petite amie de l'époque est entrée à l'université sur recommandation (une sorte d'admission qui permet à quelqu'un de soumettre une lettre de recommandation et d'entrer dans une école passer d'examen). 
Il commence à étudier pendant environ dix heures par jour et obtient le meilleur score au test blanc de son école. Cependant, ses résultats au test du National Center Test for University Admissions étaient inférieurs de 150 points à la moyenne. Sur les conseils de l'un des professeurs de son lycée, Syacho est donc allé à l'université de Shizuoka, ce qui n'était pas son premier choix. 
Après cela et après avoir rompu avec sa petite amie, Syacho commence à publier sur YouTube des vidéos qu'il avait réalisées avec ses amis pendant la première année universitaire, en pensant : « Je vais me concentrer sur moi,. »

### YouTube
En mars 2012, lui et son camarade de classe font équipe et commencent à publier des vidéos sur YouTube. Sa première vidéo n'avait que trois vues. Après cela, il crée une chaîne personnelle et a changé son pseudonyme YouTube de Hajime-shachō (はじめ社長, President Hajime) à Hajime Syacho (はじめしゃちょー),.
De septembre 2013 à mars 2014, il étudie l'anglais au Royaume-Uni. De retour au Japon le 1er avril 2014, il annonce son affiliation au groupe UUUM.
Il apparaît dans la publicité télévisée YouTube Japon Suki na koto de, Ikite iku en juin 2015. Parallèlement à cela, ses publicités pleine page ont été publiées dans Weekly Shōnen Jump et Shibuya 109, et son exposition sur des médias autres que YouTube a également augmenté. Le tournage de publicités a interféré avec ses études universitaires, alors après réflexion, il a décidé de ne plus se focaliser sur ses études mais sur la réalisation de vidéo. Il déclare : « Vous ne vivez qu'une fois, vous devriez donc rendre votre vie intéressante. »
En mars 2016, en plus de devenir le numéro un sur le YouTube japonais, il est diplômé de l'université,.
En février 2017, il ouvre un site de fans payant, « Hajimeno ».
En mars 2017, Mizunyan, un webcaster, révèle le scandale de tricherie de Hajime Syacho avec Yuka Kinoshita, qui appartient également à UUUM,. De plus, Syacho était soupçonné d'avoir une relation avec un mannequin qui passait la nuit chez lui. En réponse, il a publié une vidéo admettant avoir triché, mais nie une relation avec le modèle. Le 30 mars de la même année, il annonce sa suspension des activités sur le site de son fan club. Il a ensuite repris ses activités sur YouTube le 12 mai.
En 2017, une fan l'a harcelé. Au début du mois de novembre, la femme s'est approchée de la maison de Hajime Syacho et a reçu une injonction de la police. En décembre, elle a été arrêtée pour avoir violé l'ordonnance de non-communication et s'être introduite par effraction chez lui. La femme a ensuite été arrêtée en février 2018 pour avoir harcelé un autre YouTubeur.

## Vie privée
Syacho a trois chaînes sur YouTube. Sa chaîne principale contient des vidéos aléatoires, quel que soit le genre, telles que des expériences, des caméras cachées, des vidéos de questions-réponses et des critiques de produits. Sur sa chaîne secondaire, il traite principalement des histoires quotidiennes sur sa vie, fait des Let's Play, collectionne des cartes Yu-Gi-Oh! et crée des vidéos sponsorisées par des entreprises. Sa troisième chaîne traite de sa vie avec ses colocataires.
La raison pour laquelle il publie des vidéos avec passion est que son éducation était stricte et que sa famille décourageait la créativité[style à revoir],.

### Influence
Outre YouTube, son nombre d'abonnés sur Twitter est le cinquième le plus élevé  au Japon et son record de téléspectateurs sur TwitCasting est le neuvième.
Il planifie souvent des activités en utilisant son influence et, en 2015, il a recruté 740 participants lors d'un événement à Yokohama, Kanazawa-ku. L'événement a battu le record du monde Guinness du plus grand nombre de participants au jeu Un, deux, trois, soleil.
De plus, à la demande des entreprises, il publie fréquemment des vidéos de critiques de produits et participe à des événements et à des campagnes.
Pendant ce temps, dans une vidéo intitulée Je vais étudier aux États-Unis pendant 3 ans, il a publié les vidéos des caméras de sécurité de sa maison et déclaré devoir déménager en raison des téléspectateurs qui venaient à plusieurs reprises chez lui. Beaucoup de ses vidéos, telles que Gaspiller de la crème Nivea, Tricherie présumée, Destruction de clubs de golf et Transformer un ordinateur cassé en tempura, ont été relayées par des médias en ligne, ce qui lui a valu d'être insulté fréquemment,,,.
Il ajoute alors un message d'avertissement avant les vidéos avec un contenu dangereux en demandant aux téléspectateurs de ne pas l'imiter. Bien que ces vidéos soient légales, les vidéos jugées trop dangereuses ont ensuite été rendues privées.

## Apparitions

### Programmes télévisés
- Zattsu ! Kōhaku Senden-bu (25 décembre 2015, NHK G) — Kōhaku Uta Gassen (31 décembre 2015, NHK G)[25],[26]
- Minna de Tsukuru : Minchan ! (5 juillet - 27 décembre 2016, Tokyo MX)[27]

### Internet
- 72-Jikan Honne TV (3 novembre 2017, AbemaTV Abema Special)
- P-Sports ~Mezase, Pokémon Battle Master! (24 janvier 2018-, AbemaTV Ultra Games) – P-Sports Shitennō[28]

### Publicités
- YouTube Suki na koto de, Ikite iku (juin 2015)
- Maze Runner: The Scorch Trials (octobre 2015)[Videos 8]
- The Seven Dedly Sins (août 2016)[Videos 9]

### Doublage
- Paper Rabbit Rope – lui-même (Lion) (29 novembre 2016, 6 février 2017)[3]
- Yu-Gi-Oh! Sept ; Président Goha (11 avril 2020 - 16 janvier 2021) et Goha Drone/Doll (16 janvier 2021 - ?)[29]

### Événements
- Mission: Impossible - Première de Rogue Nation au Japon (3 août 2015)[30]
- Salon du jeu de Tokyo (2015[31], 2016[32])

## Ouvrages
- Hajime Syacho Photo Book[33] (publié le 26 août 2015, Kodansha)
- Hajime Syacho Photo Book -Sotsugyō-[34] (publié le 21 juillet 2016, Kodansha)